# Кохаб
Коха́б (Бе́та Мало́ї Ведме́диці, β Ursae Minoris, скорочено β UMi, Beta UMi) — найяскравіша зоря в основній частині астеризму Малого Воза, частині сузір'ї Малої Ведмедиці, трохи слабша, ніж Полярна — найяскравіша зоря Малої Ведмедиці. Кохаб перебуває на відстані 16 градусів від Полярної зорі і має видиму зоряну величину 2,08. Відстань від цієї зорі до Сонця, визначена за допомогою вимірювань паралакса, зроблених під час місії Hipparcos, складає 130,9 світлового року (40,1 парсек).
Астрономи-любителі можуть використовувати Кохаб як точний орієнтир для вирівнювання екваторіального монтування: небесний північний полюс розташований на відстані 38 кутових хвилин від Полярної зорі, дуже близько до лінії, що з'єднує Полярну зорю з Кохабом.

## Номенклатура
β Малої Ведмедиці (лат. Beta Ursae Minoris) — це позначення зорі за Баєром.
Зоря має традиційну назву Кохаб, яка з'явилася в епоху Відродження і має невизначене походження. Ця назва може походити з араб. الكوكب, трансліт. al-kawkab або з івр. כוכב, трансліт. kōkhāv, які широко застосовуються для опису небесних тіл і можуть бути перекладені як «планета» або «зірка». Однак, імовірніше, назва походить від Alrucaba або Rucaba, назви, що застосовується до Тети Великої Ведмедиці. У 2016 році Міжнародний астрономічний союз організував робочу групу в справах імен зірок (IAU-WGSN) з метою каталогізувати й стандартизувати власні імена зірок. Перший бюлетень IAU-WGSN від липня 2016 року містив таблицю перших двох партій назв, затверджених IAU-WGSN, у тому й назву Кохаб для цієї зірки.
У китайській астрономії 北極 Běi Jí («Північний полюс») означає астеризм, що складається з Бети Малої Ведмедиці, Гамми Малої Ведмедиці, 5 Малої Ведмедиці, 4 Малої Ведмедиці та Σ 1694. Отже, сама китайська назва Бети Малої Ведмедиці —北極二 Běi Jí èr («Друга зірка Північного полюсу»), що представляє собою 帝 Dì («Імператора»).

## Властивості
Кохаб є «червоним гігантом» спектрального класу K4 III. Він у 130 разів яскравіший за Сонце і у своїй еволюції досяг такого стану, коли зовнішня оболонка розширилася в 42 рази більше за радіус Сонця. Ця збільшена атмосфера випромінює в 390 разів більше світла зі своєї зовнішньої атмосфери, ніж Сонце, але через поверхню, більш ніж у 1700 разів більшу за площу поверхні Сонця, отже, при нижчій ефективній температурі 4030  К (Ефективна температура Сонця становить 5772 К) Цей відносно низький нагрів надає зірці типове світіння помаранчевого відтінку зірки K-типу.
Завдяки моделюванню цієї зірки на основі еволюційних шляхів масу цієї зірки можна оцінити як 2,2 ± 0,3  M ☉. Оцінка маси з використанням інтерферометричного виміряного радіуса цієї зірки та її спектроскопічної визначеної поверхні тяжіння дає 2,5 ± 0,9  M ☉. Відомо, що зірка зазнає періодичних коливань світності протягом приблизно 4,6 днів, причому астросейсмічні частоти суттєво залежать від маси зірки. Звідси досягається значно менша оцінка маси 1,3 ± 0,3  M ☉.